# Pere Pladevall i Vallcorba
Pere Pladevall i Vallcorba (Barcelona, 1964) és un actor i polític català. Des de l'any 2007 fins al 2020 va ser alcalde de Sant Feliu de Codines, del 2007 al 2015 en representació del Partit dels Socialistes de Catalunya, i des del 2015 al 2020 en representació del partit JUNTS per Sant Feliu.

## Carrera com a actor
Va fer estudis d'animació cultural i interpretació, que complementà amb formació sobre el tractament d'infants en risc d'exclusió. Actor de professió, va realitzar cursos al Centre de Teatre de Granollers, al Col·legi de Teatre de Barcelona, a l'Escola de Dansa Bügé, i a Kaaitheater de Brussel·les. La seva formació artística es va centrar en els estudis en l'àmbit cultural i interpretatiu. El seu paper més conegut fou a la sèrie Makinavaja, el último choriso on hi interpretava el paper de Fernández. A més a més ha treballat en la producció d'activitats relacionades amb la cultura i les arts escèniques, essent també responsable de la Direcció de Serveis Complementaris (Culturals, Lúdics i Concessionaris) de la Vila Parc de Mar de Barcelona durant els Jocs Olímpics d'Estiu de 1992.

## Carrera política
La carrera política de Pladevall s'inicià l'any 1980 quan s'afilià al PSUC fins a l'any 1987 en que per discrepàncies amb el partit abandonà la militància. Des de 1993 és militant del PSC i des de 2001 primer secretari local del partit.
L'any 2003 va entrar com a regidor a l'Ajuntament de Sant Feliu de Codines i portaveu del PSC a l'oposició. A les eleccions municipals del 27 de maig de 2007, la seva candidatura va passar de 2 a 8 regidors, aconseguint una victòria per majoria absoluta, la qual li permeté convertir-se en el primer alcalde del PSC a la vila. D'aquesta manera va desbancar el fins aleshores alcalde Francesc Pineda (CiU), que havia governat el municipi des del 1995. A les eleccions generals de 2008, integrava la llista socialista que es presentava al Congrés dels Diputats. L'any 2009 hi hagué enfrontaments amb l'oposició a l'ajuntament en temes com el referèndum per la independència.
A les eleccions municipals de 2011 tornà a encapçalar la candidatura socialista a l'alcaldia i revalidà la majoria absoluta, la més clara de la comarca, amb 10 regidors d'un total de 13, i també fou un dels alcaldes socialistes amb un percentatge de vot més elevat a Catalunya. El juny de 2011 anuncià la rebaixa del seu sou en un 19%.
L'octubre de 2014, Pladevall anuncià que deixa el PSC per discrepàncies amb la direcció del partit sobre el procés sobiranista de Catalunya. El 2019, arran dels resultats de les eleccions municipals, Pere Pladevall firmà un pacte amb el PSC que marcava la seva renúncia al càrrec en menys d'un any, fet que es produí el 29 de Maig de 2020.